# UAPSAT-1
UAPSAT 1 es un satélite peruano lanzado el 9 de enero del 2014. Su misión es recolectar información sobre el clima en el espacio.
El proyecto fue realizado por los estudiantes y catedráticos de la Universidad Alas Peruanas y tuvo un costo de 160 mil dólares. Para ponerlo en órbita se utilizó el cohete "Antares" lanzado desde el centro de lanzamiento espacial wallops, ubicado en el Estado de Virginia, Estados Unidos.

## Nasa
El UAPSAT-1 es el primer satélite certificado por la Nasa
.

## Construcción
Fue encargado a la compañía colombiana Sequoia Space especializada en producción y desarrollo espacial: Posteriormente, el nanosatelite fue enviado al Perú.

## Características
UAPSAT es un picosatmisores y receptores de radio, un sistema de control de potencia e imanes que estabilizan al satélite para alinearlo con el campo magnético terrestre.
Su órbita será cuasi circular y de tipo LEO, a una altitud de 700 kilómetros, pasando sobre los polos de la Tierra. Su velocidad le permitirá completar una órbita cada 90 minutos. Es controlado a través de una Estación Terrena dedicada que incluye la Banda-S, instalada en los laboratorios de la Universidad Alas Peruanas, en el distrito de Pueblo Libre en Lima.
.
.

## Lanzamiento
Fue lanzado desde el Centro de Lanzamiento Espacial Wallops, en una operación supervisada por la NASA en el estado de Virginia, Estados Unidos. El cohete llevó al satélite en cuatro días a la Estación Espacial Internacional en la cápsula Cygnus, tras lo que será depositado en un brazo robótico que lo pondrá en órbita con la misión de recolectar información sobre el clima en el espacio y su implicancia en la Tierra de ese modo dio a los alumnos de la universidad Alas Peruanas una mejor visión de desarrollo tecnológico a nivel mundial pero se cayó a las dos días del lanzamiento.